# Máma v sukních
Máma v sukních (v anglickém originále Werking Mom) je 7. díl 30. řady (celkem 646.) amerického animovaného seriálu Simpsonovi. Scénář napsaly Carolyn Omineová a Robin Sayersová a díl režíroval Michael Polcino. V USA měl premiéru dne 18. listopadu 2018 na stanici Fox Broadcasting Company a v Česku byl poprvé vysílán 18. března 2019 na stanici Prima Cool.

## Děj
Když Homer přijde do kuchyně, stůl je plný plastových dóz na potraviny. Homer hledá jídlo a narazí na tzv. ďáblovy stromky (brokolici). Marge mu oznámí, že začne prodávat plastové dózy na potraviny. Homer navrhne, ať Marge požádá lidi o uskutečnění prodejního večírku dóz. Jeho návrh však většina lidí odmítne. Marge zajde do kadeřnictví Salón krásy a svěří se kadeřníkovi Juliovi, že jí nikdo nechce pomáhat s prodejem dóz. Julio se rozhodne pro Marge uspořádat večírek. Julio ji nalíčí a udělá z ní „drsnou ženu bojovníci“. Po úspěšném večírku se od něj Marge dozvídá, že si o ní všichni mysleli, že je transsexuálka. Julio ji sdělí, že je taky transvestita, a společně vyrazí do klubu pro transvestity. Po krátkém představení vystupujících se Marge vydá na pódium klubu a s ostatními předvede tzv. drag show. Divákům se jejich vystoupení líbí.
V hospodě U Vočka se Homer od přátel dozvídá, že jeho žena Marge předstírá, že je muž, který se převléká za ženu. Homer se vydá na večírek za Marge a přítomným vyzradí, že je žena, a tím Marge urazí. Marge sdělí, že se s lidmi z klubu cítí lépe než s Homerem. Zanedlouho Homer převlečený za ženu přijde na pódium a zatancuje, aby Marge získal zpět. Nakonec se oba usmíří.

## Přijetí
Dennis Perkins z The A.V. Clubu udělil epizodě hodnocení B+ a uvedl: „Mámu v sukních napsala Carolyn Omineová, která má na svědomí některé z nejpodloženějších a nejpřekvapivějších (v tom dobrém slova smyslu) dílů Simpsonových v posledních letech. Spolu se spoluautorkou Robin Sayersovou, která se na IMDb poprvé objevila a jejíž jedinou další zásluhou je dost neperspektivní projekt Jerky Boys, Omineová napsala duchovní pokračování Homerovy fobie, které se sice nevyrovná jedné z nejpřelomovějších a nejtrvaleji vtipných epizod seriálu, ale přesto je natolik zafixované v jádru seriálu, že poskytuje plán pro další vývoj seriálu, pokud by to někdo z hierarchie Simpsonových chtěl poslouchat.“.
Tony Sokol z Den of Geek udělil epizodě 3,5 bodu z 5 a napsal: Máma v sukních je sladká epizoda, ne nepodobná pečivu mille-feuille. Každý dostane to, co chce. Líza si najde místo, kde sní svůj oběd. Marge je uklidněna. Homer jednak znovu získá chuť pít, jednak místo, kam uložit svůj hrnec. Taková je síla prodejnosti a inkluze při večeři, přinejmenším v napínavém rytmu. Vtipy působí hravě, ale jemně, bez podvratné jízlivosti nebo větších společenských komentářů. Je to rodinná epizoda v cizích domovech.“.
Máma v sukních dosáhla ratingu 1,6 s podílem 7 a sledovalo ji 4,34 milionu lidí, čímž se Simpsonovi stali nejsledovanějším pořadem večera stanice Fox.